# Büyükçekmece Basketbol
Le Büyükçekmece Basketbol ou Demir İnşaat Büyükçekmece pour des raisons de parrainage, est un club turc de basket-ball évoluant dans le championnat de Turquie de basket-ball, en première division. Le club est basé dans la ville de Büyükçekmece dans le district d'Istanbul.

## Bilan sportif

### Palmarès
| Compétitions nationales                                  | Compétitions internationales |
| - Championnat de Turquie de D3 : - Vainqueur (1) : 2013. | - Néant                      |

## Joueurs et personnalités du club

### Entraîneurs
- 2013- :  Özhan Çıvgın

### Joueurs emblématiques
- Erving Walker
- Antywane Robinson
- Michael Roll
- Predrag Samardžiski
- /Erik Murphy